# Krug & Schadenberg
Der Verlag Krug & Schadenberg war ein Independent-Verlag, den Dagmar Schadenberg und Andrea Krug 1993 in Berlin gründeten und der 30 Jahre bestand. Verlegt wurden ausschließlich lesbische Literatur und Sachbücher.

## Geschichte
Im Zuge der Frauen- und Lesbenbewegung ab den 1970er Jahren entstanden neben Frauenbuchläden und Frauenverlagen auch Verlage speziell für Lesbenliteratur. Werke von Autorinnen, die über lesbische Themen schrieben, wurden zu dieser Zeit von etablierten Verlagen häufig abgelehnt, selbst wenn die Autorinnen bereits renommierte Schriftstellerinnen waren. Ein Argument für die Ablehnung war, dass man bereits einen lesbischen Titel im Programm habe. Lesbische Autorinnen gaben ihre Bücher häufig im Selbstverlag heraus. Unter dem Titel Frauenliebe erschienen 1975 Texte aus der amerikanischen Lesbenbewegung, die eine Arbeitsgruppe des Westberliner Lesbischen Aktionszentrums übersetzt hatten und im eigenen Coming Out Verlag veröffentlichten. Das Buch erschien bis 1981 in vier Auflagen. In den 1970er und 80er Jahren nahmen Lesbenselbstverlage und reguläre Verlage für lesbische Literatur ihre Arbeit auf, von denen keiner mehr besteht.
Den Verlag Krug & Schadenberg gründeten die Grafikerin Dagmar Schadenberg und die Verlagslektorin Andrea Krug im Mai 1993 in Berlin. Ziel war es, „Bücher für Lesben und frauenliebende Frauen“ zu verlegen. Nach dem Tod von Susanne Amrain 2008 übernahmen sie Bücher des Daphne-Verlags, die teilweise noch lieferbar sind. Im Laufe der Jahre habe sich das Verlagsspektrum verändert, so Andrea Krug 2010. „Wir brauchen heute nicht mehr ganz so viel „Identifikationsliteratur“ oder so viele Coming-out-Geschichten, weil Lesbischsein hierzulande inzwischen nicht mehr als exotisch gilt.“ 2020 wurde Krug & Schadenberg als einer von 66 kleinen und unabhängigen Verlage mit dem Gütesiegel Deutscher Verlagspreis und  20.000 Euro ausgezeichnet. Im März 2023  – 30 Jahre nach der Verlagsgründung – gaben die Verlegerinnen bekannt, dass sie ihren Verlag schließen.

## Verlagsprogramm
Neben Romanen zeitgenössischer Autorinnen verlegten Krug & Schadenberg Biografien sowie Sachbücher über Themen wie Lesben und Alter(n), lesbische Lehrerinnen, Lesben in den Wechseljahren und im Coming-out. Sie wurden zeitgleich als E-Book und als gedruckte Bücher herausgegeben. Auch ältere Titel wurden fast alle digitalisiert. Ihr erstes Buch Susie Sexperts Sexwelt für Lesben von Susie Bright, das 1993 erschien, wurde im Nachrichtenmagazin Der Spiegel kurz besprochen. Es folgten Übersetzungen meist aus dem amerikanischen Englisch.
Zu den amerikanischsprachigen Autorinnen zählt unter anderem Leslie Feinberg, deren Roman Stone Butch Blues laut Verlagswebsite „hierzulande die Genderdebatte angestoßen hat“. Übersetzt und verlegt wurden auch Bücher von Emma Donoghue und Sarah Waters sowie Klassiker, wie 2018 Desert Hearts der kanadischen Autorin Jane Rule. Von den deutschsprachigen Autorinnen ist vor allem Claudia Breitsprecher zu nennen.
Von Karin Kallmaker wurde eine Reihe von unterhaltsamen Lesbenbüchern verlegt. Es handelt sich dabei vor allem um Erzählungen, „in denen zwei Frauen trotz aller Schwierigkeiten ihr Glück finden […].
Aus dem französischen Sprachraum trugen die preisgekrönte Autorin Mireille Best (Es gibt keine Menschen im Paradies) und die Frankokanadierin Louise Auger (Eine Sommerliebe in Paris) zum Verlagsprogramm bei.
Die indisch-britische Autorin Shamim Sarif veröffentlichte bei Krug & Schadenberg die Übersetzungen ihrer ersten drei Romane Die verborgene Welt (2007) – welcher unter dem Originaltitel The World Unseen verfilmt wurde – und Das Leben, von dem sie träumten (2010) sowie Mitten ins Herz (2012), der unter dem Originaltitel I Can't Think Straight in der Regie der Autorin mit Lisa Ray und Sheetal Sheth in den Hauptrollen ebenfalls verfilmt wurde.
Während „ferne Orte und Sitten“ bei Shamim Sarif eine tragende Rolle spielen, werden sämtliche Handlungsstränge in dem Ende 2009 erschienenen Roman Turbulenzen von Leslie Larson am Los Angeles International Airport gebündelt. Dieser literarische Thriller wurde im DeutschlandRadio als „unbedingt lesenswert“ empfohlen. Er löste außerdem eine Debatte über die inhaltliche Ausrichtung des Verlages aus, die sich um die Frage drehte, was einen lesbischen Roman ausmacht.
2018 wurde erstmals mit Der schottische Bankier von Surabaya von Ian Hamilton ein Buch eines Autors herausgegeben, ein Krimi mit lesbischer Hauptperson.